# Max Blum
Max Blum (* 23. Dezember 1864 in Wokuhl (Mecklenburg-Strelitz); † 6. November 1902 in Berlin) war ein Kaufmann und plattdeutscher Schriftsteller.

## Werke
- Kettlich’ Kinner. Reissner, Leipzig 1891
- Spaßig Läuschen. Hochsprung, Berlin 1892 (Digitalisat in der Google-Buchsuche)
- De Prügelreis’. Hochsprung, Berlin 1892 (Digitalisat in der Google-Buchsuche)
- De Puppenspäler. Humoreske in Mecklenburger Platt. A. Fischer, Leipzig 1893
- Krut un Röben: Rimels. Liebel, Berlin 1895 (Digitalisat in der Google-Buchsuche)
- Wat de Wind vertellt. Läuschen in Meckelborgsch Platt. Lenz, Leipzig 1896
- Voßen sin Polterabend. Humoreske in Meckelborg’sch Platt. A. Deubner, Berlin 1897 (Digitalisat in der Google-Buchsuche)
- De dulle Prinz. Sin Lewen un sin Driwen. Concordia, Berlin 1900